# 竹返し
竹返し (たけがえし)とは日本古来の遊び。竹べら遊び、竹おとし、竹ならべ、竹なんご、六歌仙などとも言い、地域によって名称が異なる。

## 概要
スティック状に切断した竹（幅2～3cm、長さ15～20cm程度）の板を複数枚用意し、手のひらや手の甲などを使い、手先やバランス感覚を保ちながら芸や技を繰り出す遊びを言う。裏表の状態を把握しつつ、その状態を手の甲で操ったり、対戦する場合はあらかじめルールを決めておき、技が完成するスピードを競ったりする。
細かなルールは地域差があるが、例えば「すべてを表か裏に統一して落としていく」「竹べらに数字などを書き込み、その順番に落としていく」「竹べら数本を握り空中で一回転させて、すべてをつかみ直す」などの例がある。

## 歴史
江戸時代前期の俳人・歌人松永貞徳の書に「げへ」という名で出てくるという記述が、江戸期の国語辞典「和訓栞」にある。